# Morti nel 1994/Ottobre
| Questa pagina contiene informazioni ricavate automaticamente dalle voci biografiche con l'ausilio del template Bio e di un bot. L'aggiornamento è periodico e automatico e ricostruisce completamente la pagina. Se manca una persona in questa lista, sei pregato di non aggiungerla, ma accertati piuttosto che la sua voce biografica contenga il template Bio e che i dati anagrafici siano correttamente compilati. Se il template Bio manca, inseriscilo tu stesso o, in alternativa, metti l'avviso {{tmp\|Bio}} che ne segnala la mancanza. Se i dati riportati sono sbagliati, correggi direttamente la voce biografica; le modifiche saranno visibili in questa lista entro pochi giorni. Per chiarimenti vedi il progetto biografie. La lista contiene solo le 104 persone che sono citate nell'enciclopedia e per le quali è stato implementato correttamente il template Bio. Pagina aggiornata al 18 lug 2025. |

- 1º ottobre - David Berg, religioso statunitense (n. 1919)
- 1º ottobre - Georges Delporte, pallanuotista francese (n. 1912)
- 1º ottobre - Nicholas Green, statunitense (n. 1987)
- 1º ottobre - Bud Houser, discobolo e pesista statunitense (n. 1901)
- 1º ottobre - Paul Lorenzen, filosofo e matematico tedesco (n. 1915)
- 3 ottobre - Virginia Dale, attrice e ballerina statunitense (n. 1917)
- 3 ottobre - Lauri Parkkinen, pattinatore di velocità su ghiaccio finlandese (n. 1917)
- 3 ottobre - Paul Maurice Perrin, arcivescovo cattolico francese (n. 1904)
- 3 ottobre - John Reddington, missionario e vescovo cattolico irlandese (n. 1910)
- 3 ottobre - Heinz Rühmann, attore tedesco (n. 1902)
- 3 ottobre - Dub Taylor, attore statunitense (n. 1907)
- 4 ottobre - Effat Nagy, pittrice e artista egiziana (n. 1905)
- 4 ottobre - Danny Gatton, chitarrista statunitense (n. 1945)
- 4 ottobre - Lou Marcelle, attore e doppiatore statunitense (n. 1909)
- 4 ottobre - Marcello Melis, contrabbassista e compositore italiano (n. 1939)
- 5 ottobre - Nini Rosso, trombettista e cantante italiano (n. 1926)
- 7 ottobre - Costante Berselli, religioso, scrittore e partigiano italiano (n. 1912)
- 7 ottobre - Ray Ellefson, cestista statunitense (n. 1922)
- 7 ottobre - Carlos Gracie, artista marziale brasiliano (n. 1902)
- 7 ottobre - Niels Kaj Jerne, immunologo danese (n. 1911)
- 7 ottobre - Filomena Nitti, biochimica e farmacologa italiana (n. 1909)
- 7 ottobre - Guglielmo Nucci, politico italiano (n. 1918)
- 7 ottobre - Maurício do Valle, attore brasiliano (n. 1928)
- 8 ottobre - Bertil Malmberg, filologo e linguista svedese (n. 1913)
- 8 ottobre - John Neely, sassofonista statunitense (n. 1930)
- 8 ottobre - Aristide Sellitti, politico italiano (n. 1914)
- 8 ottobre - André Van Cauwenberghe, politico belga (n. 1914)
- 9 ottobre - Raich Carter, calciatore e allenatore di calcio britannico (n. 1913)
- 9 ottobre - Nikolaj Karetnikov, compositore russo (n. 1930)
- 9 ottobre - Rolf Thiele, regista, sceneggiatore e produttore cinematografico tedesco (n. 1918)
- 10 ottobre - Richard Atkinson, archeologo britannico (n. 1920)
- 10 ottobre - Antonio Corona, politico italiano (n. 1933)
- 10 ottobre - Marie-Louise Aucher, musicista e cantante francese (n. 1908)
- 10 ottobre - Germain Muller, drammaturgo, poeta e attore teatrale francese (n. 1923)
- 10 ottobre - Alvio Vaglini, pittore e scultore italiano (n. 1906)
- 11 ottobre - Bruno Capponi, politico italiano (n. 1920)
- 11 ottobre - Frank McGuire, cestista e allenatore di pallacanestro statunitense (n. 1914)
- 11 ottobre - Nic Jonk, scultore olandese (n. 1928)
- 11 ottobre - Ilario Rossi, pittore e incisore italiano (n. 1911)
- 12 ottobre - Zita Fumagalli Riva, soprano italiano (n. 1893)
- 12 ottobre - Angelo Marinucci, architetto e pittore italiano (n. 1909)
- 12 ottobre - Jakov Punkin, lottatore sovietico (n. 1921)
- 13 ottobre - Karl Edward Wagner, scrittore statunitense (n. 1945)
- 14 ottobre - Virgilio Audagna, scultore italiano (n. 1903)
- 14 ottobre - Nachson Wachsman, militare israeliano (n. 1975)
- 15 ottobre - Jean Dasté, attore e regista francese (n. 1904)
- 15 ottobre - Matteo Fantasia, politico e scrittore italiano (n. 1916)
- 15 ottobre - Sarah Kofman, filosofa francese (n. 1934)
- 15 ottobre - Josip Tomasevich, economista e scrittore statunitense (n. 1908)
- 16 ottobre - Giuseppe Lunghi, calciatore italiano (n. 1896)
- 16 ottobre - Giovanni Spezia, politico e partigiano italiano (n. 1923)
- 17 ottobre - Dmitrij Jur'evič Cholodov, giornalista russo (n. 1967)
- 17 ottobre - Ralph Hill, mezzofondista statunitense (n. 1908)
- 18 ottobre - Timothy Conigrave, scrittore, attore teatrale e attivista australiano (n. 1959)
- 18 ottobre - Eberhard Feik, attore tedesco (n. 1943)
- 18 ottobre - Eddie Mast, cestista e allenatore di pallacanestro statunitense (n. 1948)
- 18 ottobre - Conchita Montes, attrice e giornalista spagnola (n. 1914)
- 18 ottobre - Vittorio Pertusio, politico italiano (n. 1904)
- 19 ottobre - Ray Birdwhistell, antropologo statunitense (n. 1918)
- 19 ottobre - Oldřich Černík, politico cecoslovacco (n. 1921)
- 19 ottobre - Jacopo Napoli, compositore italiano (n. 1911)
- 19 ottobre - Antonino Perrone, politico italiano (n. 1924)
- 19 ottobre - Martha Raye, attrice statunitense (n. 1916)
- 20 ottobre - Sergej Fëdorovič Bondarčuk, regista, sceneggiatore e attore sovietico (n. 1920)
- 20 ottobre - Burt Lancaster, attore, regista e produttore cinematografico statunitense (n. 1913)
- 20 ottobre - Teresa Mantero, filologa classica italiana (n. 1920)
- 20 ottobre - Giacomo Rossi Stuart, attore italiano (n. 1925)
- 21 ottobre - Kajetán Matoušek, vescovo cattolico ceco (n. 1910)
- 22 ottobre - Rollo May, psicologo e insegnante statunitense (n. 1909)
- 22 ottobre - Jimmy Miller, produttore discografico e tastierista statunitense (n. 1942)
- 22 ottobre - Benoît Régent, attore francese (n. 1953)
- 22 ottobre - Andrea Zambelli, bobbista italiano (n. 1927)
- 23 ottobre - Robert Lansing, attore statunitense (n. 1928)
- 23 ottobre - Somen Banerjee, imprenditore statunitense (n. 1946)
- 24 ottobre - Hans Jacobs, ingegnere tedesco (n. 1907)
- 24 ottobre - Raúl Juliá, attore portoricano (n. 1940)
- 24 ottobre - John Lautner, architetto statunitense (n. 1911)
- 24 ottobre - Aleksandr Nikolaevič Šelepin, politico e poliziotto sovietico (n. 1918)
- 25 ottobre - Gioacchino Attaguile, politico italiano (n. 1915)
- 25 ottobre - Luciano De Pascalis, politico italiano (n. 1923)
- 25 ottobre - Bob Gantt, cestista statunitense (n. 1922)
- 25 ottobre - Emil Grünig, tiratore a segno svizzero (n. 1915)
- 25 ottobre - Lillian Hayman, attrice e cantante statunitense (n. 1922)
- 25 ottobre - Antal Kocsis, pugile ungherese (n. 1905)
- 25 ottobre - József Kozma, cestista ungherese (n. 1925)
- 25 ottobre - Karl-Heinz Metzner, calciatore tedesco (n. 1923)
- 25 ottobre - Mildred Natwick, attrice statunitense (n. 1905)
- 25 ottobre - Yang Dezhi, generale e politico cinese (n. 1911)
- 26 ottobre - Michela Fanini, ciclista su strada italiana (n. 1973)
- 26 ottobre - Wilbert Harrison, cantante e musicista statunitense (n. 1929)
- 26 ottobre - Herbert Holba, regista austriaco (n. 1932)
- 26 ottobre - Tutta Rolf, attrice norvegese (n. 1907)
- 27 ottobre - Lamberto Pietropoli, compositore e direttore di coro italiano (n. 1936)
- 27 ottobre - James Schwarzenbach, politico e editore svizzero (n. 1911)
- 28 ottobre - Agnes Fink, attrice tedesca (n. 1919)
- 28 ottobre - Franco Salvi, politico italiano (n. 1921)
- 29 ottobre - Albino Crespi, ciclista su strada italiano (n. 1930)
- 29 ottobre - Jalmari Kivenheimo, ginnasta finlandese (n. 1889)
- 29 ottobre - Enrico Morovich, scrittore e saggista italiano (n. 1906)
- 29 ottobre - Pearl Primus, ballerina, coreografa e antropologa statunitense (n. 1919)
- 30 ottobre - Nicholas Georgescu-Roegen, economista, matematico e statistico rumeno (n. 1906)
- 30 ottobre - Alphonse Verniers, ciclista su strada belga (n. 1910)
- 31 ottobre - John Pope-Hennessy, storico dell'arte britannico (n. 1913)
- 31 ottobre - Jole Silvani, attrice italiana (n. 1910)